# Manche-Atlantique
La Manche-Atlantique è una corsa in linea maschile di ciclismo su strada che si svolge in Francia, nei pressi del comune di Plumelec, nel Morbihan in Bretagna. È riservata alla categorie Under-23 e ai dilettanti.

## Albo d'oro
Aggiornato all'edizione 2019.
| Anno | Vincitore                            | Secondo              | Terzo                  |
| ---- | ------------------------------------ | -------------------- | ---------------------- |
| 1972 | Alain Nogues                         | Lucien Tarsiguel     | Maurice Le Guilloux    |
| 1973 | Jean-Michel Richeux                  | Gérard Béon          | Gilles Paire           |
| 1974 | André Chalmel                        | Jean-Michel Richeux  | Guy Patissier          |
| 1975 | Lionel Canevet                       | Alain Huby           | Daniel Bihannic        |
| 1976 | Jean-Paul Maho                       | Jean-René Bernaudeau | Patrick Guay           |
| 1977 | Jean-Paul Maho                       | Michel Le Sourd      | Claude Buchon          |
| 1978 | Michel Le Sourd                      | Alain Nogues         | Jean-Luc Coupé         |
| 1979 | Francis Castaing                     | Marc Madiot          | Pierre-Henri Menthéour |
| 1980 | Didier Le Saux                       | Philippe Leleu       | Serge Beucherie        |
| 1981 | François Quéré                       | Alain Rocaboy        | Daniel Leveau          |
| 1982 | Serge Coquelin                       | Stéphane Guay        | Gary Dowdell           |
| 1983 | Yvon Madiot                          | Mario Verardo        | Dominique Le Bon       |
| 1984 | Hubert Graignic                      | Thierry Marie        | Bertrand Fialip        |
| 1985 | Serge Coquelin                       | Yvon Bernard         | Paul Quentel           |
| 1986 | Dominique Le Bon                     | Frédéric Gallerne    | Philippe Tranvaux      |
| 1987 | Thierry Barrault                     | Jean-Louis Conan     | Richard Vivien         |
| 1988 | Christian Levavasseur                | Didier Lehuitouze    | Jean-Jacques Lamour    |
| 1989 | Jacky Durand                         | Yvon Ledanois        | Roger Tréhin           |
| 1990 | Bruno Maréchal                       | Emmanuel Hubert      | Czeslaw Rajch          |
| 1991 | Stéphane Heulot                      | Roger Tréhin         | Pascal Le Tannou       |
| 1992 | Olivier Ouvrard                      | Denis Leproux        | Emmanuel Hubert        |
| 1993 | Emmanuel Hubert                      | Claude Lamour        | Rémy Quinton           |
| 1994 | Emmanuel Hubert                      | Rodolphe Henry       | Philippe Bresset       |
| 1995 | Carlo Meneghetti                     | Christophe Agnolutto | Michel Lallouët        |
| 1996 | Stéphane Barthe                      | François Arnaud      | Laurent Drouin         |
| 1997 | Olivier Potiron                      | Stéphane Bellicaud   | Arnaud Auguste         |
| 1998 | Stéphane Corlay                      | Mickaël Hacques      | Loïc Lamouller         |
| 1999 | Franck Renier                        | Stéphane Conan       | Frédéric Mainguenaud   |
| 2000 | Frédéric Delalande                   | Marc Vanacker        | Stéphane Cougé         |
| 2001 | Lilian Jégou                         | Samuel Gicquel       | Stéphane Conan         |
| 2002 | Christophe Thébault                  | Guillaume Judas      | Benoît Legrix          |
| 2003 | Salva Vilchez                        | Dominique Rault      | Christophe Guillome    |
| 2004 | Cyrille Monnerais                    | Frédéric Lecrosnier  | Frédéric Delalande     |
| 2005 | Carl Naibo                           | Noan Lelarge         | Yann Pivois            |
| 2006 | Cédric Hervé                         | Alexandre Naulleau   | Stéphane Pétilleau     |
| 2007 | Sébastien Duret                      | David Le Lay         | Stéphane Pétilleau     |
| 2008 | David Le Lay                         | Sébastien Duret      | Guillaume Blot         |
| 2009 | Fabrice Jeandesboz                   | Laurent Mangel       | Julien Simon           |
| 2010 | Julien Foisnet                       | Nicolas David        | Édouard Louyest        |
| 2011 | Julien Foisnet                       | Erwan Téguel         | Guillaume Malle        |
| 2012 | Yann Guyot                           | Romain Combaud       | Bryan Nauleau          |
| 2013 | Jérémy Cornu                         | Julien Guay          | Bryan Nauleau          |
| 2014 | Fabrice Seigneur                     | Fabien Grellier      | Romain Combaud         |
| 2015 | Fabien Grellier                      | Erwann Corbel        | Cyrille Patoux         |
| 2016 | Kévin Lebreton                       | Paul Ourselin        | Axel Guilcher          |
| 2017 | Mathieu Burgaudeau                   | Valentin Madouas     | Maxime Cam             |
| 2018 | Emmanuel Morin                       | Mathieu Burgaudeau   | Julien Guay            |
| 2019 | Maxime Renault                       | Baptiste Bleier      | Valentin Ferron        |
| 2020 | Annullata causa Pandemia di COVID-19 |                      |                        |

## Statistiche

### Vittorie per nazione
Aggiornato all'edizione 2019.
| Pos. | Nazione | Vittorie |
| ---- | ------- | -------- |
| 1    | Francia | 48       |